# На одной планете
«На одной планете» — советский художественный фильм, яркий пример «киноленинианы» 1960-х годов.

## Сюжет
Фильм освещает всего одни сутки из жизни В. И. Ленина: с вечера 31 декабря 1917 года до вечера 1 января 1918 года. Жизнь «вождя пролетариата» показана необычайно насыщенной, за сравнительно небольшой временной отрезок он успевает отпраздновать Новый год в компании с рабочими и женой-соратником Н. К. Крупской, принять иностранных послов, встретиться с давним другом, швейцарским коммунистом Фрицем Платтеном, дать наставление Сталину и пережить покушение на свою жизнь.

## В ролях
- Иннокентий Смоктуновский — Ленин
- Эмма Попова — Надежда Крупская
- Юльен Балмусов — Дзержинский
- Андро Кобаладзе — Сталин
- Юрий Волков — Фридрих Платтен
- Изиль Заблудовский — Николай Подвойский
- Пантелеймон Крымов — капитан Решетов
- Павел Луспекаев — матрос Николай Маркин
- Евгений Лебедев — солдат Яков Спиридонов
- Николай Симонов — полковник Робинс
- Бруно Оя — американский журналист Альберт Рис Вильямс
- Ефим Копелян — испанский посол
- Лим Су — японский посол[1]
- Георгий Тейх — посол
- Валентин Янцат — посол
- Георгий Штиль — дирижёр
- Фёдор Никитин — директор архива Пётр Оболенский

## Прочие сведения
По мнению современного биографа Ленина Льва Данилкина, Иннокентий Смоктуновский в этом фильме оказался «абсолютным Лениным».
В 1975 году о событиях этого же дня был снят фильм «Доверие» (события фильма «Доверие» — на 13 дней раньше, когда 18 (31) декабря 1917 в Петрограде был обычный рабочий день, а в Гельсингфорсе (Хельсинки) — канун нового (протестантского) года).